# Lunita
Lunita é o primeiro álbum de estúdio da cantora holandesa Loona. Produzido pelo DJ Sammy, foi lançado em 1999 pela gravadora Urban Records, e inclui três canções de grande repercussão em vários países europeus, tais como "Bailando", "Hijo de la Luna" e "Dónde Vas".

## Paradas musicais
| Parada (1999)         | Pico de posição |
| --------------------- | --------------- |
| Austrian Albums Chart | 8               |
| German Albums Chart   | 1               |
| Swiss Albums Chart    | 7               |